# Ville de Knox
La ville de Knox est une zone d'administration locale située à l'est du centre-ville de Melbourne au Victoria en Australie.
Elle a été agrandie le 15 décembre 1994 par l'adjonction du quartier d'Upper Ferntree Gully et d'une partie de Lysterfield récupéré de l'ancien comté de Sherbrooke.

## Quartiers
La ville comprend les quartiers de :
- Bayswater
- Boronia
- Ferntree Gully
- Knoxfield
- Rowville
- Scoresby
- The Basin
- Wantirna
- Wantirna Sud

Les quartiers suivants sont partagés entre la ville de Knox et le comté de la chaîne Yarra :
- Lysterfield
- Sassafras
- Upper Ferntree Gully

## Événements
Les habitants de cette zone ont ressenti le tremblement de terre de magnitude 5,2 à 5,4 avec des répliques à 3,1, qui secoua le Victoria le 19 juin 2012,.